# سانکوست استیتس (فلوریدا)
سانکوست استیتس (به انگلیسی: Suncoast Estates) یک منطقهٔ مسکونی در ایالات متحده آمریکا است که در شهرستان لی، فلوریدا واقع شده‌است. سانکوست استیتس ۷ کیلومتر مربع مساحت و ۴٬۸۶۷ نفر جمعیت دارد و ۵ متر بالاتر از سطح دریا واقع شده‌است.